# Riu Vaca Desembocadura
Riu Vaca Desembocadura är ett vattendrag i Spanien.   Det ligger i provinsen Província de València och regionen Valencia, i den östra delen av landet, 300 km sydost om huvudstaden Madrid.